# Fritz Brandt (Mediziner)

Fritz Brandt (1892–1945)

Fritz Brandt (* 28. Januar 1892 in Bütow; † 8. Juni 1945 in Stolp) war ein deutscher Arzt.

## Leben
Fritz Brandt war der Sohn eines Rechtsanwaltes und Notars. Er machte sein Abitur in Lauenburg und studierte seit 1912 Medizin in Berlin und München. Im Ersten Weltkrieg war er als Feldunterarzt eingesetzt. 1919 beendete er sein Studium und wurde in Greifswald promoviert.
Danach war Brandt Assistenzarzt an verschiedenen Krankenhäusern in Berlin. 1922 errichtete er eine Arztpraxis in Bütow, kurz danach in Kolberg. Gleichzeitig übernahm er ehrenamtlich die ärztliche Leitung der Reinke Waldheilstätte Schülerbrink (polnisch: Żółczyce) für Kinder und Jugendliche aus Industriegebieten. 1934 verlegte Brandt seine Praxis nach Pölitz und 1936 schließlich nach Stolp.
Er blieb in Stolp als die Rote Armee am 8. März 1945 die Stadt einnahm und setzte sich mit dem russischen Stadtkommandanten Major Pietuchow in Verbindung, der ihn zum Stadtarzt ernannte, dessen Aufgabengebiet später auch auf den Landkreis ausgedehnt wurde. Da das Stadtkrankenhaus von den Russen besetzt war, mussten unter schwierigsten Bedingungen Notkrankenhäuser und Seuchenstationen eingerichtet werden. Als Typhus und Fleckfieber unter den deutschen Einwohnern und den vielen Heimatlosen ausbrachen, infizierten sich viele der Helfer. Auch Brandt erkrankte an Fleckfieber und starb an der Krankheit.
Am 20. Juni 1945 wurde Fritz Brandt unter großer Anteilnahme der Bevölkerung und im Beisein des Stadtkommandanten und vieler seiner Offiziere zu Grabe getragen. Sein Grab wird bis heute gepflegt.

## Werke
- Über zwei Fälle von Myosarcom in der Gegend des Nierenbeckens. Diss. Greifswald 1919.